# Zespół młyna wodnego w Bondyrzu
Zespół młyna wodnego w Bondyrzu – zespół budynków młyńskich wybudowanych w okresie międzywojennym w Bondyrzu, w powiecie zamojskim, w 
województwie lubelskim. Obiekt wpisany do gminnej ewidencji zabytków gminy Adamów. 

## Charakterystyka
W jego skład wchodzą: 
- młyn wodny nad Wieprzem wraz z kołem wodnym podsiębiernym (nr rej. A/1457 z 6.02.1983)

- urządzenia hydrotechniczne: jaz, most i ciek wodny (nr rej. A/1457 z 6.02.1983)

Młyn wodny (tzw. młyn Kowalczuka) wybudowano w 1924 lub 1936 r. jako część kompleksu budynków przemysłowych, w skład którego wchodziła również papiernia i gonciarnia. Był to budynek drewniany o konstrukcji słupowo-ramowej, jednopiętrowy z nadbudówką. Był zasilany początkowo kołem wodnym podsiębiernym. W 1961 r. zainstalowano napęd elektryczny. Budynek przechodził kolejne remonty: w 1981 (wówczas koło wodne zostało ponownie uruchomione), w latach 90. (wówczas dostawiono dobudówkę przeznaczoną na silosy zbożowe) oraz w latach 2008-2009.
W 2025 r. jest użytkowany jako lokal gastronomiczny. Jest wymieniany jako atrakcja turystyczna. W sąsiedztwie młyna Szlak im. Aleksandry Wachniewskiej (zielony).